# Giovana Chávez
Giovana Florencia Chávez Villareal (La Paz, Bolivia; 20 de junio de 1969) es una actriz, modelo y presentadora de  televisión boliviana.

## Biografía
Giovana Chávez nació en la ciudad de La Paz el 20 de junio de 1969. Es la hermana menor de 3  hermanos. Su padre es el músico orureño Tito Chávez (nacido en 1927) y su madre es la paceña Nieves Villareal (nacida en 1945) ambos se conocieron en 1962. Durante su vida laboral, su papá trabajó durante muchos años como músico de banda del Ejército de Bolivia así como también en algunos grupos musicales, para sostener económicamente a su familia. Su mamá de oficio peinadora se desempeñó trabajando como fabril en una fábrica y dedicándose luego al comercio para solventar los gastos de su hijos.

## Carrera artística

### Modelo televisiva
Chavéz realizó sus estudios primarios y secundarios en sus ciudad natal. Empezó a trabajar en la Década de 1990 como modelo de televisión en diferentes cadenas televisivas, entre ellas en el programa de música y baile Sábados Populares, encuyo programa fue contratada por poco tiempo. 

### Actriz
Chávez tuvo también su propio programa cómico llamado Esta boca es mía donde actuó como actriz y presentadora, que trató sobre un género de humor sobre personajes políticos que empezó en 1996 hasta 1997, después en 2002 y últimamente en 2006 hasta 2008. Este programa se emitió en diferentes medios televisivos, teniendo mucho éxito en el público.
En 1998, Chávez participó en la película boliviana "El día que murió el silencio" del cineasta Paolo Agazzi,  con un papel secundario .
En 2008 protagonizó, junto a Ramiro Serrano, la obra teatral "El Grinch", basada en la novela de Dr. Seuss, "The Grinch Who Stole Christmas". Ese mismo año, Chávez realizó una obra de teatro cómico sobre Evo Morales Ayma, Álvaro García Linera, Rubén Costas y Manfred Reyes Villa denominada el Matriqui de Evo. 

### Locución radial
Desde mediados de 2011 hasta principios de 2013 trabajó como locutora de radio en su programa "Tal para Cual" emitido por Radio Play junto a su compañero Wally Zeballos .
En agosto de 2013, intentó volver a la televisión, iniciando un nuevo programa cómico llamado "Nuevos Vecinos" en la cadena televisiva Red UNO, culminando dicho programa a finales de 2013 (apenas 3 meses después) sin mucho éxito.
En julio de 2014, volvió a emitirse su programa cómico Esta boca es mía esta vez en la cadena televisiva Red ATB, pero este programa culminaría poco tiempo después, finalizando también sin mucho éxito. A partir de ese año Chávez se retiraría progresivamente de la televisión boliviana. 
El 9 de diciembre de 2014, contrajo matrimonio con el músico y cantante de música tropical Wally Zeballos (ex vocalista del grupo PK2). En enero de 2015,  Chávez anunció su embarazo y el 23 de septiembre de 2015 nació su primer hijo Mariano Zeballos Chávez.

### Acusaciones de orden legal
El 6 de julio de 2018, el Ministerio Público de Bolivia emitió una orden de aprehensión contra Chávez y su esposo, acusados por el delito de estafa de un bien inmueble al señor Tito Chávez , su padre. La denuncia fue puesta por su media hermana Consuelo Chavéz.

### La televisión más viva que nunca
Cuando la señal de Bolivisión HD fue lanzada en el satélite  Túpac Katari Giovanna Chávez y Wally Zeballos produjeron una canción junto con una frase característica del canal.